# 138,6 mm/45 Model 1891
138,6 mm/45 Model 1891 — 138,6-миллиметровое корабельное артиллерийское орудие, разработанное и производившееся в Франции. Состояло на вооружении ВМС Франции. Им были возможно вооружены броненосные крейсера типа «Шарне», а также броненосный крейсер «Потюо». Его дальнейшим развитием стало орудие 138,6 mm/45 Model 1893.